# Karl Theodor Robert Luther
| Odkryte planetoidy: 24 | Odkryte planetoidy: 24 |
| ---------------------- | ---------------------- |
| (17) Thetis            | 17 kwietnia 1852       |
| (26) Proserpina        | 5 maja 1853            |
| (28) Bellona           | 1 marca 1854           |
| (35) Leukothea         | 19 kwietnia 1855       |
| (37) Fides             | 5 października 1855    |
| (47) Aglaja            | 15 września 1857       |
| (53) Kalypso           | 4 kwietnia 1858        |
| (57) Mnemosyne         | 22 września 1859       |
| (58) Concordia         | 24 marca 1860          |
| (68) Leto              | 29 kwietnia 1861       |
| (71) Niobe             | 13 sierpnia 1861       |
| (78) Diana             | 15 marca 1863          |
| (82) Alkmene           | 27 listopada 1864      |
| (84) Klio              | 25 sierpnia 1865       |
| (90) Antiope           | 1 października 1866    |
| (95) Arethusa          | 23 listopada 1867      |
| (108) Hecuba           | 2 kwietnia 1869        |
| (113) Amalthea         | 12 marca 1871          |
| (118) Peitho           | 15 marca 1872          |
| (134) Sophrosyne       | 27 września 1873       |
| (241) Germania         | 12 września 1884       |
| (247) Eukrate          | 14 marca 1885          |
| (258) Tyche            | 4 maja 1886            |
| (288) Glauke           | 20 lutego 1890         |

Karl Theodor Robert Luther (ur. 16 kwietnia 1822 w Świdnicy, zm. 15 lutego 1900 w Düsseldorfie) – niemiecki astronom, odkrył 24 planetoidy. Pracował w obserwatorium w Düsseldorfie.
Jego imieniem nazwano planetoidę (1303) Luthera oraz krater księżycowy Luther.